# Carrollita
La carrolita  es un mineral de la clase de los minerales sulfuros. Fue nombrada por la localidad tipo en que fue descubierta y descrita por primera vez en 1852 por W. L. Faber, el "condado de Carroll", en Maryland (EE. UU.).

## Características químicas
Pertenece al "grupo de la tioespinela", que agrupa a sulfuros con estructura cristalina similar a la de espinela, y dentro de éste al "grupo de la linaíta", mineral este último con el que es isoestructural. Aunque sean sólo imprescindibles en su fórmula el cobre y el cobalto, suele llevar también impureza níquel.

## Formación y yacimientos
Aparece en depósitos de minerales metálicos asociados con procesos hidrotermales.

## Usos
Es un mineral importante como mena del metal cobalto, por lo que es buscado y extraído en las minas.